# Brackenridgia heroldi
Brackenridgia heroldi is een pissebed uit de familie Trichoniscidae. De wetenschappelijke naam van de soort is voor het eerst geldig gepubliceerd in 1932 door Arcangeli.